# 劉喬安
劉喬安（1985年4月5日—），本名劉依函，是台灣反服貿太陽花學運中的一名示威者。2014年3月18日，劉喬安在立法院門外的靜坐中以較為單薄的著裝出席參與，被攝影師拍下後登上各大新聞主要版面，被冠以「太陽花女神」、「太陽花女王」等名號。然而在成名後不久，旋即遭壹週刊記者揭露曾參與援交、賣淫以及其他一連串爭議性私生活事件，之後其因賣淫案一事被後處以緩刑，2015年11月5日宣布轉型任職DJ，2018年因涉毒品案就前往美國未歸而遭通緝，2025年因美國掃蕩非法移民被逮捕並待遣返。

## 太陽花成名
2014年3月18日，在太陽花學運時期立法院門外的靜坐中，劉喬安身著輕便的服裝與大家一同加油打氣，碰巧被攝影師拍下幾張特寫後登上各大新聞主要版面，被冠以「太陽花女神」、「太陽花女王」等名號，從而一夕爆紅成名，但對其私生活亦造成相當程度的困擾。
成名後，名嘴彭華幹在中天電視台新聞龍捲風節目中討論劉，描述她胸前未拉拉鍊「超殺，超正」、「I give you heart」並配上動作，遭到網友在批踢踢網站上同聲譴責，並向國家通訊傳播委員會（NCC）檢舉。劉得知后，表示其動作低級並擬提告歧視女性。後節目被NCC懲處，彭華幹被中天停職、取消錄影，彭因而公開表示願向劉致歉。之後劉被爆出疑似攬客性交易。

## 爭議事件

### 詐騙離婚
2014年6月17日，劉喬安前夫友人向《周刊王》爆料，劉在2004年與前夫結婚，前夫並貸款資助劉在臺北東區經營開設「赤鬼」拉麵店。劉喬安後來以命理之言告訴前夫，自己命中注定必須有離婚紀錄，於是騙前夫離婚，再帶著女兒一走了之，前夫人財兩失，得不到喬安又投資的店面並未獲利太多。

### 參與及仲介賣淫
台灣《壹週刊》揭發劉喬安是性交易案的當事人，遭劉喬安控告誹謗等案件；2015年3月12日首度召開偵查庭。記者在接獲劉喬安援交的爆料內容後，以「化身採訪」證實援交傳聞屬實。出刊前一天，記者在劉喬安的要求下，前往劉家問她回應。劉向《壹週刊》記者坦承援交並苦苦哀求，強調她不能認，《壹週刊》為了讓她有台階下，接受她的請求，以手機錄影方式取得第一個版本的回應。
2015年10月28日，劉喬安被台北地檢署以涉嫌觸犯《人口販運防制法》，以新台幣5萬元保釋並限制出境。後來劉喬安又因為涉入人口販運、強迫他人性交易事件，遭到美國在台協會向台灣檢警單位提出檢舉。
2015年10月30日，於其賣淫過程被揭發、案件已進入司法程序時，劉又忽然聲稱自己只是去「賣酒」意圖自圓其說，被揭穿后又謊稱是臺北市議員許淑華所教導，許怒而提告，劉才回覆並無此事。事後反而認為是學運盛名之累，表示「要是沒參與太陽花學運就好了。」
2016年3月31日，台北地檢署偵查終結，依妨害風化罪將仲介多名女子到國外賣淫的劉喬安等3人起訴。
2016年5月12日，台北地院開庭，劉喬安承認兩度仲介賣淫。
2016年6月30日，台北地院一審宣判出爐，劉喬安被判6個月有期徒刑、緩刑2年。

### 吸毒及藏毒

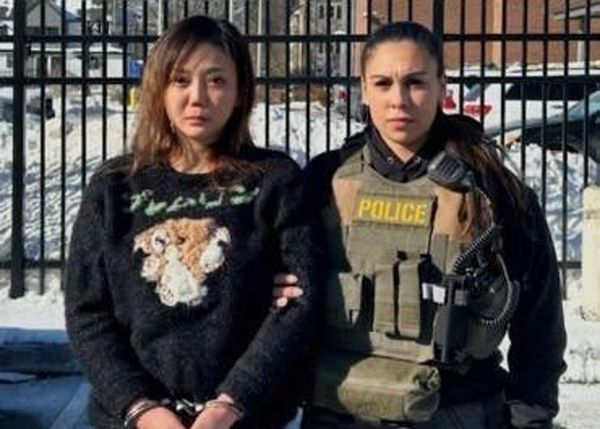
劉喬安於美國波士頓被拘捕照片。

2018年8月13日，因持有氯胺酮遭警逮捕。七天後，劉喬安接受《蘋果日報》專訪，透露約在三年前（2015年）於夜店當DJ時，吸食了某位客人提供的氯胺酮，自此上癮沉淪毒海；但半年前倏然發現自己鼻中膈穿孔及胃潰瘍，讓她意識到必須戒毒，所以到萬芳醫院看診，她表示：「我要跟家人與朋友們道歉，因為他們被質疑和我一起吸毒，我不是出來辯解，我出來是因為家人朋友受傷了，我現在積極看戒癮門診，每兩周要自費驗尿給我家人朋友和合作夥伴，這是我對他們的承諾。」並透露有時候3到5天不能睡覺，有恐慌症。
2019年5月25日，劉喬安出境台灣，以旅遊簽證前往美國，並於簽證到期後非法逗留美國。其後因另一毒品案被新北地檢署通緝，然而劉喬安仍未回歸。
2025年1月22日，因美國總統川普實行嚴格驅逐非法移民的政策，使劉喬安在波士頓被警方逮捕，被捕時大小便失禁，隨後拘留於ERO拘留中心，在美方進行遣返相關程序，預計在3月會遣返至台灣。

## 外部連結
- DJ Via 劉依函的Facebook專頁
- DJ Via 劉依函的Instagram帳戶